# Irton with Santon
Irton with Santon is een civil parish in het bestuurlijke gebied Copeland, in het Engelse graafschap Cumbria. In 2001 telde het dorp 373 inwoners.